# Mike Mills (zenész)
Michael Edward Mills (Orange megye, Kalifornia,  1958. december 17. –) amerikai zenész és dalszerző, az R.E.M. alapító tagja. Bár elsősorban basszusgitárosként, zongoristaként és háttérénekesként ismert, nagy mértékben járul hozzá az R.E.M. dalainak írásához és jellegzetes hangzásának kialakításához.

## Fiatalkor
Fiatal fiúként családjával sokat utazott a Georgiai Maconben és a 70-es évek elején Mount de Salesre-ben is járt. Apja énekes, anyja zongoratanár volt, ez hozzájárult ahhoz hogy fiatalon már viszonylag fiatalon megszerette a zenét.
A középiskola alatt ismerte meg Bill Berry dobost, akivel első zenekarát alapította.

## R.E.M.
Mills, Berry, Buck, és Stipe úgy döntöttek, hogy kimaradnak a főiskolából és az együttesükre összpontosítanak, és azt R.E.M.-nek nevezték el. A név alatt 17 albumot és 4 válogatás lemezt adtak ki. Slágereik egymás követték és rendre milliós eladásokat produkáltak.

## Fordítás
- Ez a szócikk részben vagy egészben  a   Mike Mills című angol Wikipédia-szócikk fordításán alapul.  Az eredeti cikk szerkesztőit annak laptörténete sorolja fel. Ez a jelzés csupán a megfogalmazás eredetét és a szerzői jogokat jelzi, nem szolgál a cikkben szereplő információk forrásmegjelöléseként.